# Peter Mitchell (golfista)
Peter Robert Mitchell (nascido em 6 de abril de 1958) é um jogador profissional inglês de golfe. Profissionalizou-se em 1974 e já ganhou três torneios do circuito europeu da PGA.

## Triunfos profissionais

### Circuito Europeu (3)
| N.º | Data                | Torneio                  | Resultados            | Margem   | Vice-campeão(ões)                           |
| --- | ------------------- | ------------------------ | --------------------- | -------- | ------------------------------------------- |
| 1   | 14 de junho de 1992 | Mitsubishi Austrian Open | −17 (74-62-73-62=271) | 1 tacada | Peter Fowler, David J Russell, Jamie Spence |
| 2   | 30 de março de 1997 | Open da Madeira          | −12 (70-63-71=204)    | 1 tacada | Fredrik Jacobson                            |
| 3   | 22 de março de 1998 | Open de Portugal         | −18 (67-70-67-70=274) | 1 tacada | David Gilford, Jarmo Sandelin               |